# サムバリ
サムバリまたはダマスカス・ハニー (英語: Sambali，Damascus honey, トルコ語: Şambalı，Şam tatlısı, "ダマスカスのデザート"という意味。ギリシア語: Σάμαλι or Καλόν πράμαν (キプロス方言))は、バスブーサとよく似たセモリナを使ったケーキである。しかし、セモリナや穀粉に牛乳、ヨーグルトそして糖蜜を加えている点でバスブーサとは異なる。たまに、固形のミルククリームが和えられる事もある。料理名の由来はサム（Şam, ダマスカス〈シリアの首都〉の愛称）から来ていると言われるが、詳しい事は不明である。しかし、アラブ諸国では古代からレシピが発展した料理の一つである。